# Явич, Август Ефимович
Август Ефимович Явич (10 октября 1900 — 7 мая 1979) — русский советский писатель, журналист. Член Союза писателей СССР. Участник Гражданской и Великой Отечественной войн.

## Биография
Родился в семье еврея-лесопромышленника Хаима Гиршевича Явича. В 1914 году вместе с родителями переехал в Воронеж, где окончил гимназию.
Со дня основания в октябре 1919 года работал ответственным секретарём редакции газеты «Воронежская коммуна». С апреля 1920 года — заведующий информационно-издательским подотделом губернского отдела народного образования, позднее — заведующий губернским политпросветом. В 1922 году окончил режиссёрское отделение Театральной студии (Воронежский театральный институт). Работал в журнале «Призыв», выпускающим и спецкором газеты «Гудок», завотделом газеты «Труд», спецкором газеты «Известия», завотделом газеты «Рабочая Москва».
В 1931—1932 годах обучался в Институте истории и философии.
Во время  Великой Отечественной войны — военный корреспондент. Центральная газета «Красный флот» командировала его спецкором на Черноморский флот. На фронте получил контузию.
В 1960-х годах так характеризовал эпоху Сталина:
Мы жили в эпоху молчания. Если хотите, молчание молчалиных — геройство. Никто не имеет права требовать безумства храбрых. Когда все воруют, никто не может никого обвинить в воровстве.
В конце жизни к болезни сердца добавился туберкулёз.
Похоронен в Москве на Ваганьковском кладбище (Закрытый колумбарий).

## Творчество
Автор романов, сборников рассказов, повестей и очерков.
Дебютировал в качестве прозаика в 1925 году. Публиковался преимущественно под псевдонимом — Семён Пеший.
Основная тема произведений А. Явича — рост самосознания и революционных настроений среди солдат на фронтах Первой мировой войны, путь русской интеллигенции в революцию, становление нового мира, подвиг советского народа во время Отечественной войны.

## Избранные произведения
Романы
- «Путь» (1927),
- «Сыновья» (1935),
- «Леонид Берестов» (1938),
- «Утро» (1956),
- «Корнёвы и время» (1969),
- «Жизнь и подвиги Родиона Аникеева» (героико-комический роман, 1968),
- «Избранное» (1974);
- «Крушение надежд» (1976).

Сборники рассказов, повестей и очерков
- «Григорий Пугачев» (повесть, 1925),
- «Омутнинская сторона» (1931),
- «Калмыцкая степь» (1941),
- «Севастопольская повесть» (1948—1956)
- «Ранний свет» (1958),
- «Страницы верности» (1963),
- «Книга жизни» (сборник мемуаров, 1985).

Ряд произведений А. Явича переведен на иностранные языки.